# Resultados do Carnaval do Rio de Janeiro em 1935
Nesta página estão listados os resultados dos concursos de escolas de samba, ranchos carnavalescos e sociedades carnavalescas do carnaval do Rio de Janeiro do ano de 1935. Os desfiles foram realizados entre os dias 3 e 5 de março de 1935.
O carnaval de 1935 ficou marcado pela oficialização dos desfiles das escolas de samba. Pela primeira vez, as agremiações receberam subvenção oficial da Prefeitura, embora num valor menor do que o repassado a ranchos e sociedades. O feito foi conquistado após a fundação da União das Escolas de Samba (UES), entidade carnavalesca criada no ano anterior com o objetivo de organizar os desfiles e reivindicar os direitos das agremiações junto ao poder público.
Também pela primeira vez, a Vai Como Pode, que após o carnaval mudaria de nome para Portela, conquistou o título de campeã. A escola apresentou-se com o enredo "O Samba Dominando o Mundo", de Antônio Caetano. Também participaram da confecção do desfile: Arlindo Costa, Candinho, Juca e Lino Manoel dos Reis. Os sambas apresentados no desfile foram: "Alegria Tu Terás", de Antônio Caetano, e "Guanabara", de Paulo da Portela. Campeã nos três anos anteriores, a Estação Primeira de Mangueira ficou com o vice-campeonato.
Recreio das Flores foi o campeão dos ranchos. Tenentes do Diabo conquistou o título do concurso das grandes sociedades.

## Escolas de samba
O desfile das escolas de samba do Rio de Janeiro de 1935 foi realizado no domingo, dia 3 de março do mesmo ano, na Praça Onze. Cada escola teve treze minutos para se apresentar. O evento foi organizado pelo Jornal A Nação e pela União das Escolas de Samba (UES), entidade criada em 6 de setembro de 1934 com o objetivo de administrar as agremiações carnavalescas. A UES conseguiu junto à Prefeitura do Distrito Federal, a oficialização dos desfiles das escolas de samba. Pela primeira vez, as agremiações receberam subvenção oficial do governo. A Diretoria Geral de Turismo do Distrito Federal, recém criada pelo prefeito Pedro Ernesto, destinou 2:500$000 para a UES distribuir entre as escolas. O valor da subvenção era inferior ao destinado aos Ranchos e às Grandes Sociedades, instituições mais populares na época.
| Ordem dos desfiles |
| 1. Estação Primeira de Mangueira 2. Vai Como Pode (Portela) 3. Unidos do Salgueiro 4. Deixa Malhar 5. Lira do Amor 6. Rainha das Pretas 7. Depois Eu Digo 8. Últma Hora 9. Corações Unidos da Favela 10. Fiquei Firme 11. Paz e Amor 12. União de Madureira (Não desfilou) 13. Na Hora É Que Se Vê 14. Cada Ano Sai Melhor 15. Paraíso do Grotão 16. Vizinha Faladeira 17. União Barão da Gamboa 18. Unidos do Tuiuti 19. Depois Te Explico 20. Azul e Branco do Salgueiro 21. União do Uruguai 22. Prazer da Serrinha 23. Unidos da Tijuca 24. Em Cima da Hora do Catumbi |

### Quesitos e julgadores
| As escolas foram avaliadas em cinco quesitos: 1. Bandeira 2. Bateria 3. Harmonia 4. Letra do samba 5. Originalidade Os quesitos valiam notas de um a dez. | A comissão julgadora foi formada por: - Dr. B. Luz - Ismael Silva - José Gomes da Costa (Zé Espinguela) - Nicornélio Batista - Reinaldo Barbosa |

### Classificação
A Vai Como Pode, que após o carnaval mudaria de nome para Portela, conquistou seu primeiro título de campeã do carnaval carioca. Segunda escola a desfilar, a Vai Como Pode apresentou o enredo "O Samba Dominando o Mundo", de Antônio Caetano. Também participaram da confecção do desfile: Arlindo Costa, Candinho, Juca e Lino Manoel dos Reis. Os sambas apresentados no desfile foram: "Alegria Tu Terás", de Antônio Caetano, e "Guanabara", de Paulo da Portela. Campeã nos três anos anteriores, a Estação Primeira de Mangueira ficou com o vice-campeonato. União de Madureira não desfilou.
| Legenda: Campeã * Sem informação disponível |

| Col. | Escola                        | Enredo                                  | Carnavalesco(a)     | Pontos |
| --- | ----------------------------- | --------------------------------------- | ------------------- | ------ |
| 1 | Vai Como Pode (Portela)       | O Samba Dominando o Mundo               | Antônio Caetano     | 158    |
| 2 | Estação Primeira de Mangueira | O Regresso de Uma Colheita na Primavera | Diretoria da escola | 148    |
| 3 | Prazer da Serrinha            | *                                       | *                   | 138    |
| 4 | Vizinha Faladeira             | Samba na Primavera                      | *                   | 128    |
| 5 | Unidos da Tijuca              | *                                       | *                   | 125    |
| Sem classificação |                               |                                         |                     |        |
| Azul e Branco do Salgueiro; Cada Ano Sai Melhor; Corações Unidos da Favela; Deixa Malhar; Depois Eu Digo; Depois Te Explico; Em Cima da Hora do Catumbi; Fiquei Firme; Lira do Amor; Na Hora É Que Se Vê; Paraíso do Grotão; Paz e Amor; Rainha das Pretas; Última Hora; União Barão da Gamboa; União do Uruguai; Unidos do Salgueiro; Unidos do Tuiuti |                               |                                         |                     |        |

## Ranchos carnavalescos
| Ordem dos desfiles |
| 1. Parasitas de Ramos 2. Recreio das Flores 3. Teimosos de Santa Cruz 4. Aliança Club 5. Arrepiados 6. Última Hora 7. Quem Fala de Nós Tem Paixão 8. Decididos de Quintino 9. Quem São Eles? 10. União de Bonsucesso 11. Caprichosos de Braz de Pina 12. Destemidos da Caverna 13. Caprichosos Unidos do Brasil |

### Julgadores
A comissão julgadora foi formada por Abadie Faria Rosa; Oscar Lorenzo Fernandez; Armando Martins Viana, Armando Magalhães Correia e José Loureiro.

### Classificação
Recreio das Flores foi o campeão.
| Col. | Rancho                       | Enredo                                       | Premiação |
| ---- | ---------------------------- | -------------------------------------------- | --------- |
| 1    | Recreio das Flores           | Paraíso de Momo                              | 5:000$000 |
| 2    | Aliança Club                 | Glórias Brasileiras                          | 3:000$000 |
| 3    | Última Hora                  | As Quatro Estações                           | 1:000$000 |
| 4    | Decididos de Quintino        | Homenagem ao Brasil                          | -         |
| 5    | Caprichosos Unidos do Brasil | A Chegada em Roma de Julio Cesar e Cleópatra | -         |
| 6    | Parasitas de Ramos           | Calabar                                      | -         |
| 7    | Quem Fala de Nós Tem Paixão  | Sonhando um Brasil Futuro                    | -         |
| 8    | Arrepiados                   | Côrte de Luiz XV na Cidade Maravilhosa       | -         |
| 9    | Destemidos da Caverna        | Auri Verde Pendão da Minha Terra             | -         |
| 10   | Caprichosos de Braz de Pina  | Trabalhando pela Grandeza do Nosso Brasil    | -         |
| 11   | Teimosos de Santa Cruz       | Ararigboia                                   | -         |
| 12   | Quem São Eles?               | Brasil Amado                                 | -         |
| 13   | União de Bonsucesso          | Theseu, Heroi do Labirinto                   | -         |

## Sociedades carnavalescas
| Ordem dos desfiles                                                                                                   |
| 1. Congresso dos Fenianos 2. Tenentes do Diabo 3. Pierrôs da Caverna 4. Clube dos Fenianos 5. Clube dos Democráticos |

### Classificação
Tenentes do Diabo foi o campeão.
| Col. | Sociedade              |
| ---- | ---------------------- |
| 1    | Tenentes do Diabo      |
| 2    | Clube dos Fenianos     |
| 3    | Clube dos Democráticos |
| 4    | Pierrôs da Caverna     |
| 5    | Congresso dos Fenianos |